# 拉什达·琼斯
拉什达·琼斯 （英語：Rashida Jones，/rəˈʃiːdə/，1976年2月25日—）  是美国女演员、导演、作家和制片人。

## 早年
琼斯出生于加利福尼亚州的洛杉矶，她的父母分别是Quincy Jones和Peggy Lipton。

## 外部連結
- Rashida Jones在互联网电影资料库（IMDb）上的資料（英文）